# Corona (meccanica)

Una corona e una catena di trasmissione

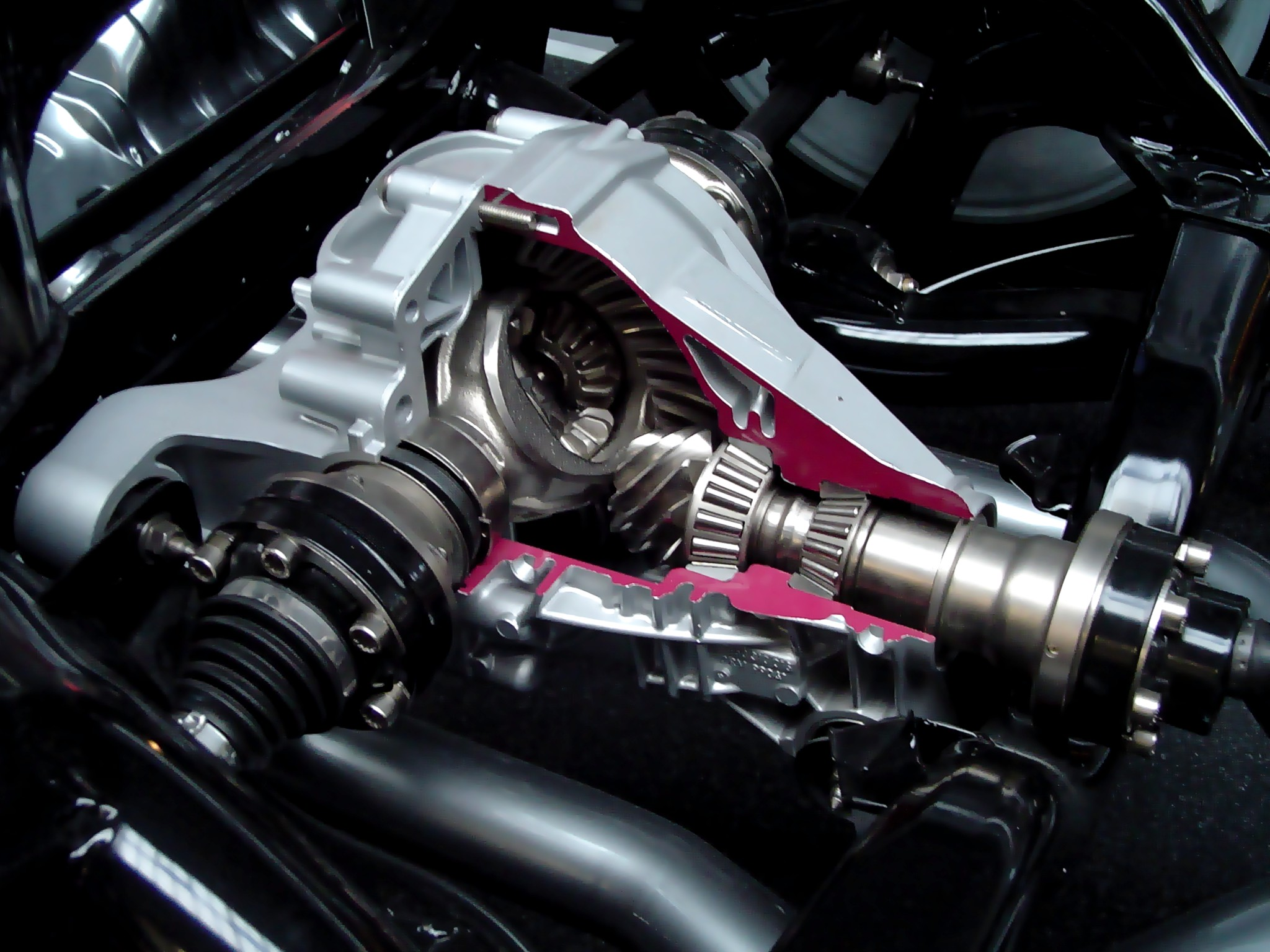
corona del differenziale

Una corona è una ruota dentata o un ingranaggio più grande in un Sistema corona-pignone, i cui denti sono progettati per agganciare una catena di trasmissione, una cinghia o un altro elemento perforato, profilato o ingranaggio.
Le corone possono essere usate per trasmettere moto rotatorio (per esempio nelle biciclette e motociclette, ma anche in automobili e carri armati), o per trasmettere movimento lineare a un nastro o apparecchiature utensilia.

## Denti
Il numero dei denti della corona è molto importante, dato che, nel caso questo sia collegato all'uscita del cambio (quindi riceve il moto alla catena), come avviene nelle motociclette o in qualsiasi altro sistema (come il cambio), la velocità è inversamente proporzionale al numero dei denti.
Quindi, una data corona con un numero di denti n ed uno avente 2n denti, il secondo trasmetterà alla ruota la metà della velocità del primo. Tracciando un grafico cartesiano con in ascissa il numero dei denti e in ordinata la velocità (o viceversa) avremo un'iperbole.
Nel caso invece questo sia collegato alla ruota come nel caso delle biciclette, la sua influenza è completamente differente, dato che in questo caso la velocità diminuisce con il diminuire del numero dei denti, risultando avere un collegamento direttamente proporzionale, quindi se adoperiamo una corona con la metà dei denti, si avrà la metà della velocità, se quindi disegniamo un grafico con in ascissa il numero dei denti e in ordinata la velocità, avremmo una linea curva rettilinea.

## Materiali

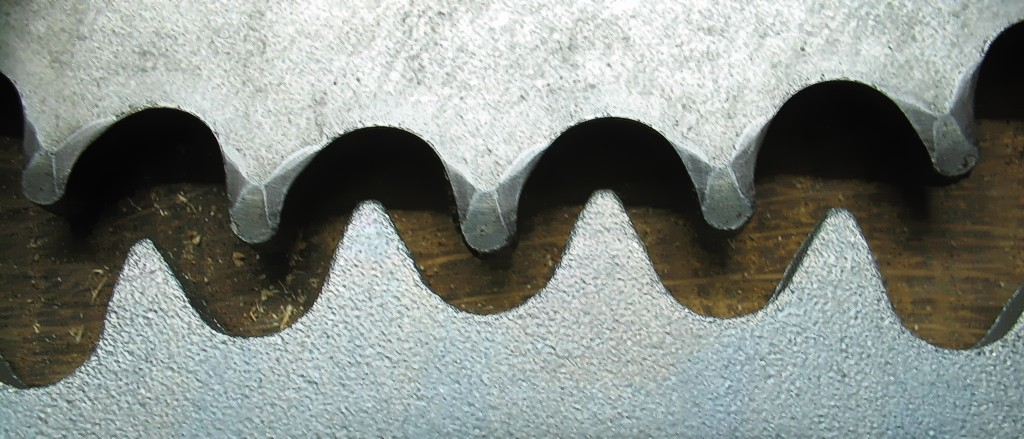
Due corone in acciaio, di cui una consumata per usura e l'altra nuova

I materiali con cui può essere composta una corona sono molteplici, in quanto dipendono dal tipo di applicazione a cui verranno sottoposti:
- Plastica, materiale utilizzato quando non si deve trasmettere forze elevate
- Metalli resistenti, come l'acciaio, quando si deve trasmettere forze elevate e si deve garantire un vita prolungata
- Metalli leggeri, come l'ergal, quando non è richiesta una durata elevata, ma si deve comunque sia trasmettere forze elevate.
- Combinati, corone composte da due metalli, uno leggero utilizzato per la parte centrale e uno resistente utilizzato per la corona di denti, in modo da garantire la durata e resistenza dei modelli in acciaio e avere la leggerezza dei modelli in ergal.

## Accorgimenti

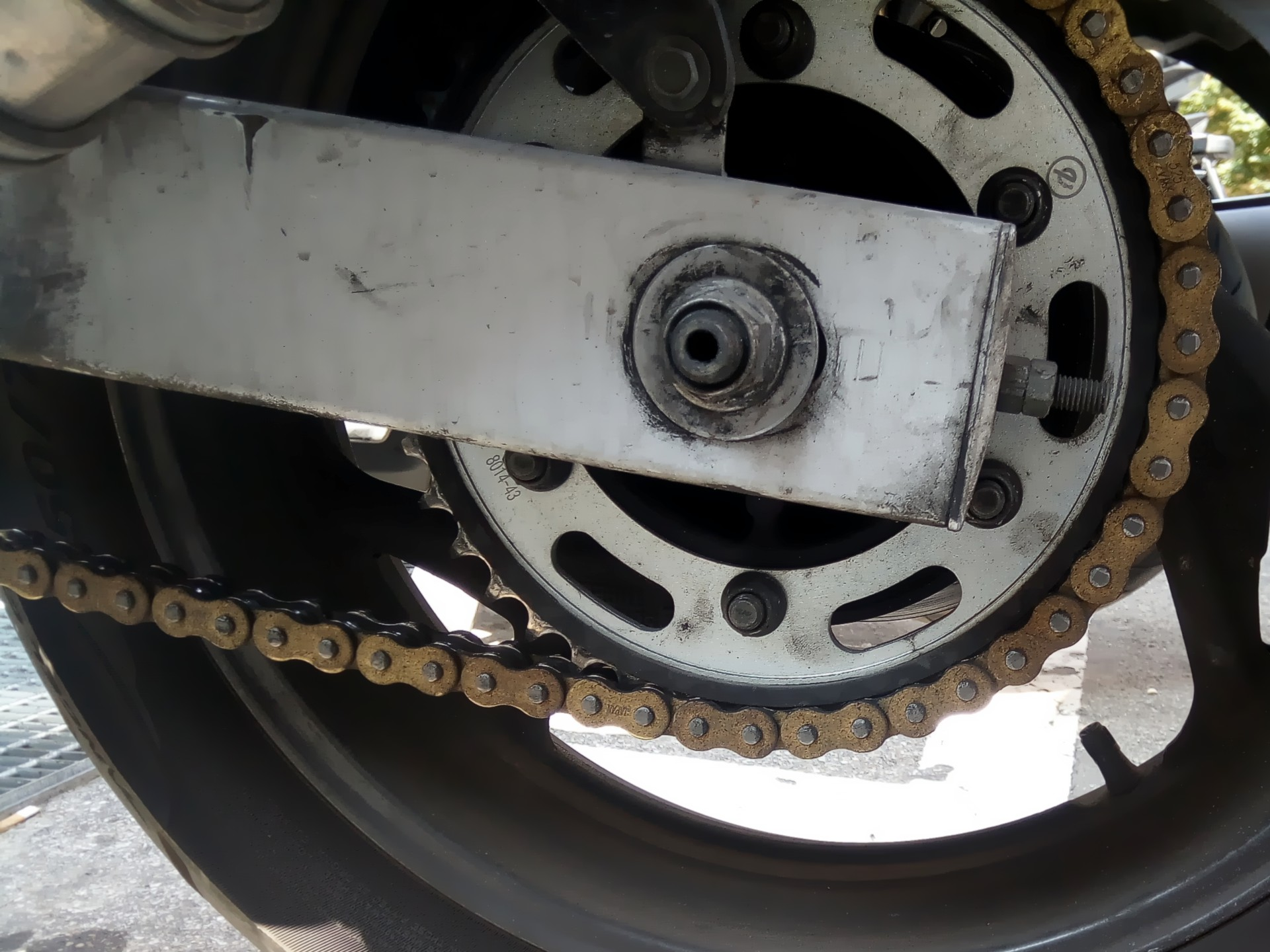
Corona motocicletta con sistema in gomma capace di ridurre il rumore d'ingranaggio con la catena

Le corone possono avere diversi accorgimenti per migliorarne l'usabilità in specifiche condizioni operative ed ambiti d'utilizzo:
- Profilo rimuovi-sporcizia, il canale che ospita il perno della catena viene ridotto di larghezza rispetto al dente in modo da facilitare l'espulsione di eventuale sporco dalla catena.
- Sistema di silenziazione, prevede l'uso della gomma in prossimità dei denti, questo permette una riduzione del rumore in quanto la catena urta in modo più controllato rispetto ai sistemi privi di tale accorgimento.